# 福爾湖
53°36′40″N 11°25′35″E / 53.611111°N 11.426389°E

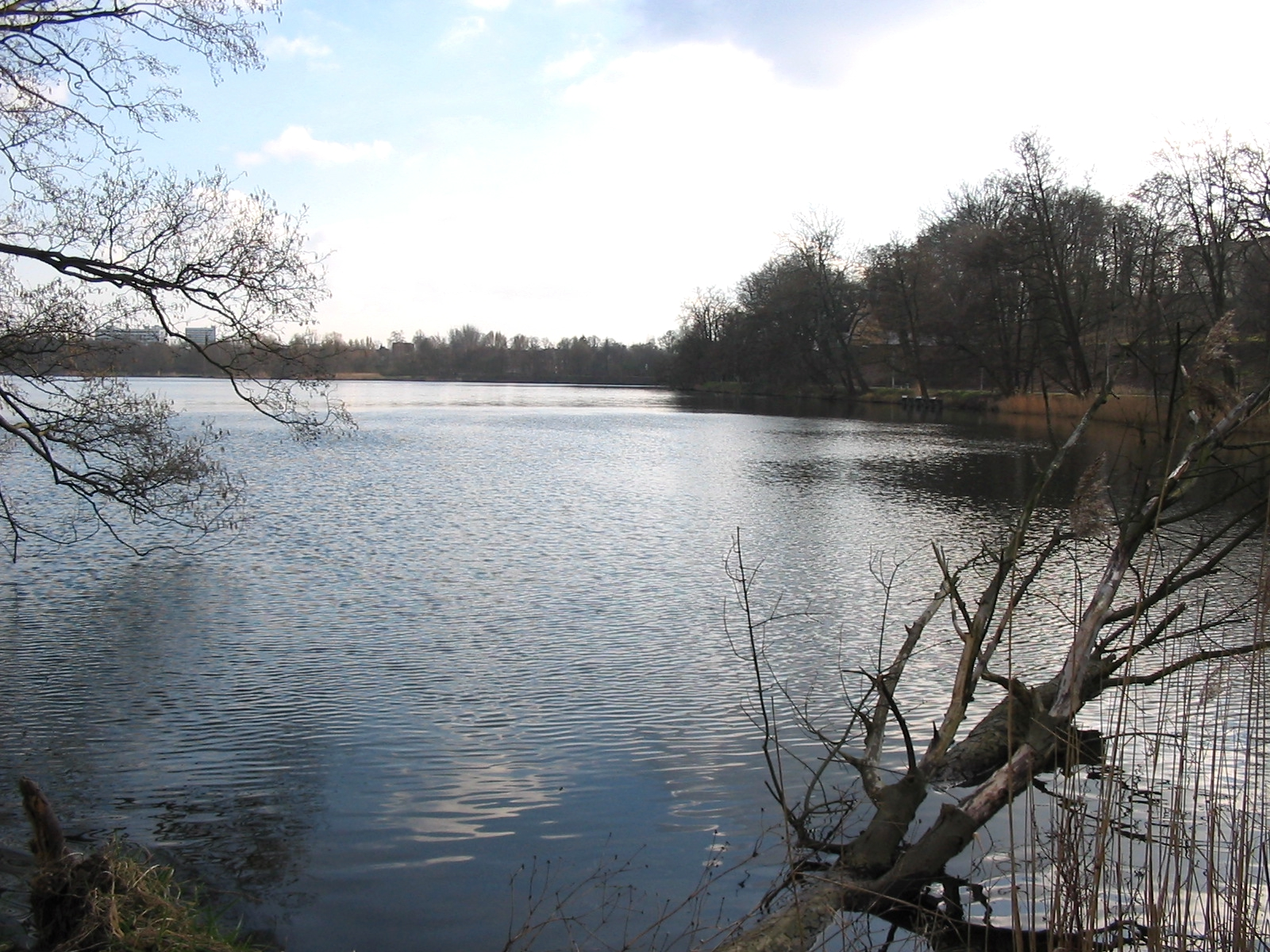

福爾湖（德語：Fauler See），是德國的湖泊，位於該國東北部，由梅克倫堡-前波美拉尼亞州負責管轄，面積0.5平方公里，海拔高度40米，平均水深6米，最大水深11米，湖岸線長度4.1公里。